# Erustes
Erustes ist eine spanische Gemeinde (municipio) in der Provinz Toledo der Autonomen Region Kastilien-La Mancha. 2024 hatte die Gemeinde 226 Einwohner. Die Gemeindefläche beträgt 9,52 km². 

## Lage
Erustes liegt etwa 48 Kilometer westnordwestlich von Toledo und etwa 90 Kilometer südwestlich von Madrid in einer Höhe von ca. 530 m. 

## Bevölkerungsentwicklung
| Jahr      | 1970 | 1981 | 1991 | 2001 | 2011 | 2021 |
| --------- | ---- | ---- | ---- | ---- | ---- | ---- |
| Einwohner | 303  | 232  | 194  | 200  | 259  | 191  |

## Sehenswürdigkeiten
- Kirche Mariä Himmelfahrt (Iglesia de la Asunción de Nuestra Señora)

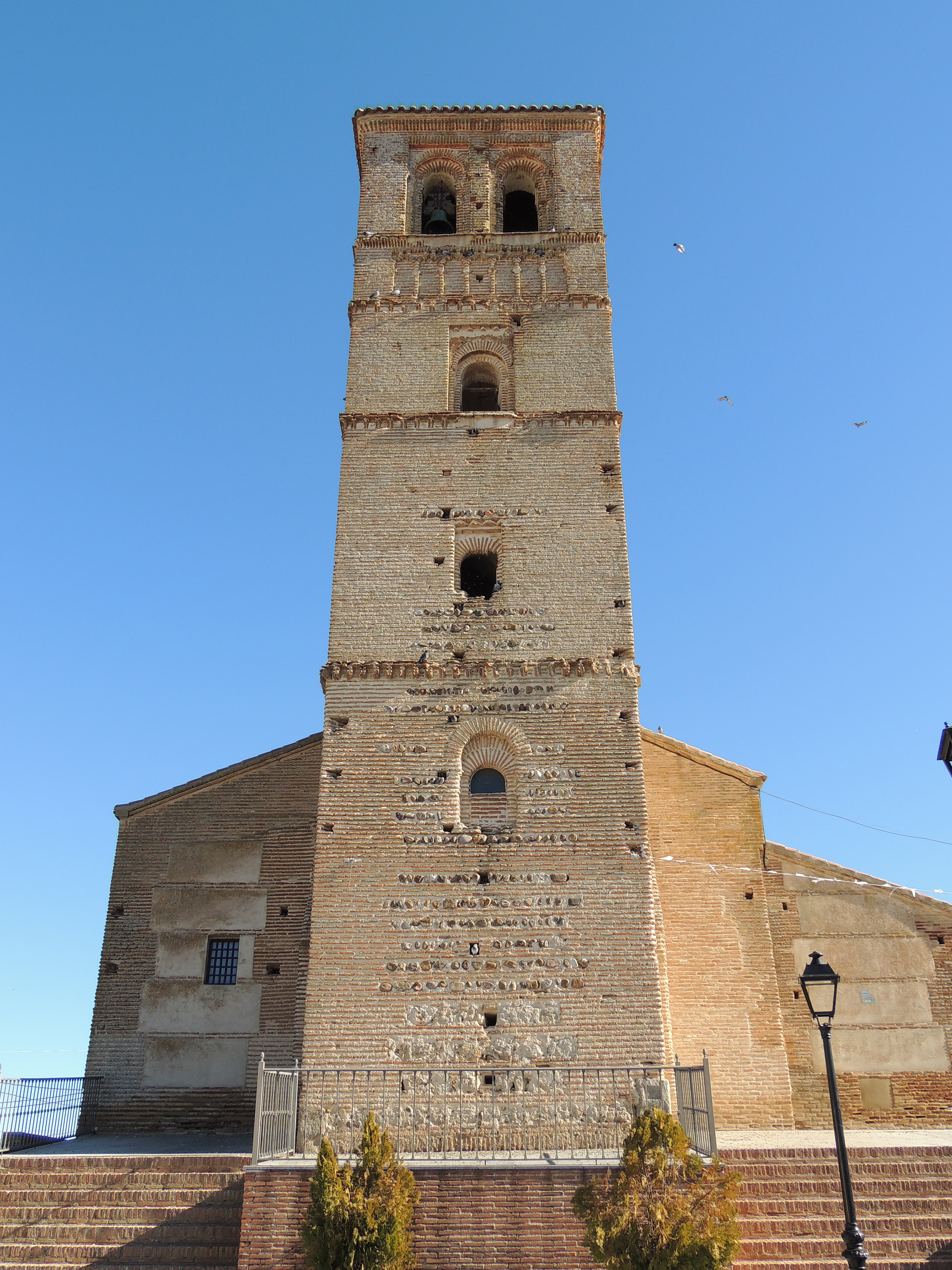
Kirche Mariä Himmelfahrt